# Arremonops chloronotus
El cerquero dorsiverde o rascadorcito cabeza grisirrayada (Arremonops chloronotus) es una especie de ave paseriforme de la familia Passerellidae que habita en América Central.
Mide aproximadamente 14 cm de longitud. Se distingue por tener dos barras grises oscuras en la corona y en la parte anterior del ojo. La espalda y la cola son de color verde olivo brillante. Los lados de la cabeza son grises y la garganta blanca. El resto del cuerpo es oliváceo y el pico cónico. Los sexos son similares.
Habita matorrales en los linderos de los bosques húmedos y en campos cultivados de clima cálido y húmedo; pocas veces en el interior de los bosques. Se distribuye en tierras bajas en el sur de México (Tabasco y Chiapas), en Belice, Guatemala y Honduras.